# Carlos Vásquez (Fußballspieler, 1950)
Carlos Honorindo Vásquez Palma (* 20. Juni 1950 in Valparaíso) ist ein ehemaliger chilenischer Fußballspieler, der hauptsächlich als Stürmer eingesetzt wurde.

## Karriere
Carlos Vásquez, auch Burro genannt, begann seine Karriere 1968 bei Everton, bei dem er wie auch zuvor in der Jugend bei Unión Edwards gemeinsam mit seinem Bruder Nelson Vásquez spielte. Nach seinem Wechsel zu San Antonio Unido gewann er die Copa San Isidro, bei der er gemeinsam mit Teamkollege Juan Soto die meisten Treffer erzielte. Nach dem Erfolg wechselte er in die Primera División, in der er drei Jahre für die Santiago Wanderers und Naval auflief. Anschließend kehrte er zu Everton zurück, das in die Segunda División abgestiegen war. In der zweiten Liga spielte er außerdem für Deportes Ovalle und später Iván Mayo. 1977 lief er für den bolivianischen Verein Jorge Wilstermann auf.